# باول هوبكينز (لاعب كرة قاعدة)
باول هوبكينز (بالإنجليزية: Paul Hopkins)‏ هو لاعب كرة قاعدة أمريكي، ولد في 25 سبتمبر 1904 في تشيستر في الولايات المتحدة، وتوفي في 2 يناير 2004 في ميدلتاون في الولايات المتحدة.

## وصلات خارجية
- بول هوبكينز على موقع دوري كرة القاعدة الرئيسي (الإنجليزية)
- بول هوبكينز على موقعبيزبول رفرنس.كوم (الدوري الرئيسي) (الإنجليزية)
- بول هوبكينز على موقع جمعية أبحاث البيسبول الأمريكية (الإنجليزية)
- بول هوبكينز على موقع إي إس بي إن.كوم (أم.أل.بي) (الإنجليزية)